# Neuschwanstein (band)
Neuschwanstein is een progressieve-rockband die - hoewel ze nooit bij een groot platenlabel getekend hebben - toch in staat was een album uit te brengen dat in de jaren zeventig in de progrockscene hoog aangeschreven stond.

## Biografie

### Het begin
Zoals zo vaak ligt ook de oorsprong van deze band in een schoolvriendschap. Thomas Neuroth en Klaus Mayer, die beiden student waren aan het voormalige Realgymnasium in Völklingen/Saar, ontmoetten elkaar daar in het begin van de jaren 1970 en realiseerden zich al snel dat zij beiden een interesse deelden in de muziek van Rick Wakeman en King Crimson en daarnaast een passie voor symfonische progressieve rock. Door hun klassieke muziekopleiding (Thomas Neuroth leerde piano, Klaus Mayer fluit) waarderen zij de structuren en lyriek van klassieke muziek in combinatie met rockelementen.
Ze besloten samen een band te vormen en gaven zichzelf de naam Neuschwanstein. Deze bandnaam was geen toeval, want dit door koning Ludwig II van Beieren gebouwde kasteel vertegenwoordigt het romantische tijdperk in zijn meest indrukwekkende vorm. Thomas Neuroth zegt erover:

Deutsch sollte der Name sein und romantisch klingen. Ich will auch nicht ausschließen, dass ich das ‚Neu‘ aus meinem Namen drinhaben wollte.(De naam moet Duits zijn en romantisch klinken. Ik wil ook niet uitsluiten dat ik de 'Neu' uit mijn naam erin wilde hebben.)
— Interview met de Saarbrücker Zeitung, 2018

Andere bandleden (sommige van dezelfde school) werden snel gevonden: Werner Knäbel speelde bas, Peter Fischer drums, Udo Redlich gitaar en Theo Busch viool.
Aanvankelijk behielpen ze zich met coverversies uit het Angelsaksische standard rock-genre, vooral Rick Wakeman-nummers. Hun latere gitarist en tekstschrijver Roger Weiler woonde een concert bij van het vroege Neuschwanstein en was vooral onder de indruk van de synthesizergeluiden van de band op hun fragmenten uit Rick Wakemans The Six Wives of Henry VIII. Klaus Mayer studeerde meteen na zijn schooltijd elektrotechniek, wat hem in staat stelde zijn eigen synthesizer te bouwen, wat in die tijd in Duitsland nogal ongebruikelijk was.

Neuschwanstein live 1976 met "Alice in Wonderland"
(v. l. n. r.: Thomas Neuroth, Roger Weiler, Hans Peter Schwarz, Uli Limpert, Klaus Mayer)

Het vinden van de juiste drummer bleek nogal moeilijk voor Neuschwanstein, want vooral in de beginfase werd er vaak gewisseld. Peter Fischer werd spoedig vervangen door Volker Klein, die op zijn beurt in 1973 werd vervangen door Thorsten Lafleur. Uli Limpert nam het jaar daarop de positie van Werner Knäbel op bas over. In datzelfde jaar verliet ook Thorsten Lafleur de band en werd vervangen door Hans Peter Schwarz als drummer.

### Alice in Wonderland
Zeer onder de indruk van Rick Wakeman's Journey to the Centre of the Earth besloot Neuschwanstein een lang stuk instrumentale muziek te componeren en werkte men aan de muzikale bewerking van de beroemde Lewis Carroll-roman Alice in Wonderland. Zij kozen dit sprookje om zijn sfeer en fantasie, die zich leenden voor uitvoerige en suggestieve muziek. Het idee ervoor en de eerste pogingen om het stuk te realiseren werden al in 1970 ondernomen. De première van dit 40 minuten durende muziekstuk vond plaats in 1974 op het Marie-Luise-Kaschnitz-Gymnasium in Völklingen. Zo werd Neuschwanstein in 1975 de winnaar van een bandwedstrijd in het Saarland Staatstheater in Saarbrücken. Ze charmeerden het publiek met de orkestrale en melodische rijkdom van hun arrangement.

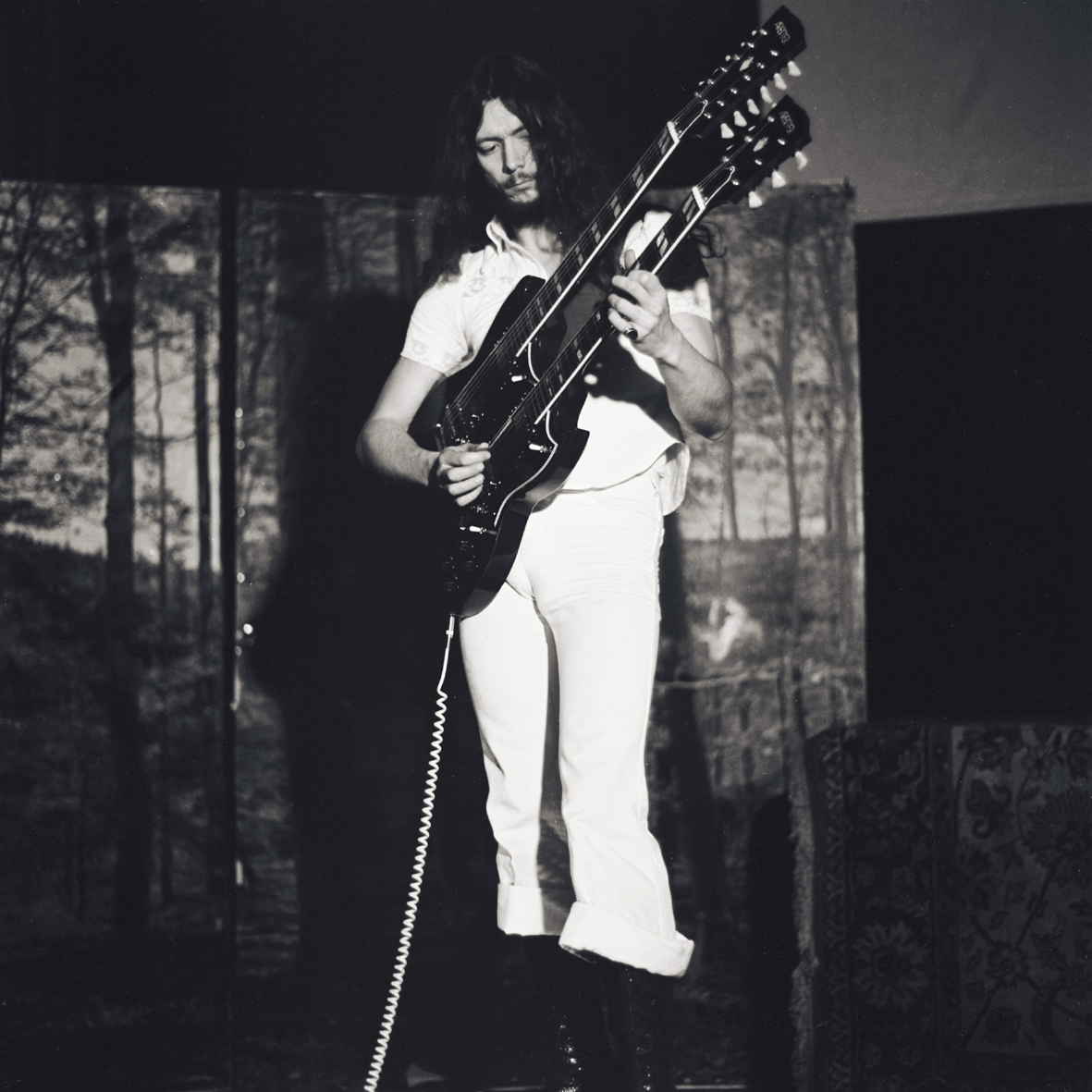
Roger Weiler

Dit succes moedigde de band aan om hun muzikale horizon te verbreden, wat vergemakkelijkt werd door de komst van de nieuwe gitarist, Roger Weiler, in 1975. Hun vorige gitarist, Udo Redlich, had de band kort daarvoor verlaten. Weiler had voor het eerst gespeeld in een Saarland hardrockband en vervolgens in een Franse coverband, waarvan ook Frédéric Joos, de latere zanger van Neuschwanstein, deel uitmaakte. Roger Weiler werd beïnvloed door onder meer Genesis, vooral door het nummer Supper's Ready van hun album Foxtrot en bespeelde een elektrische gitaar met dubbele hals met veel pedaaleffecten waarmee hij een dromerige sfeer kon creëren.

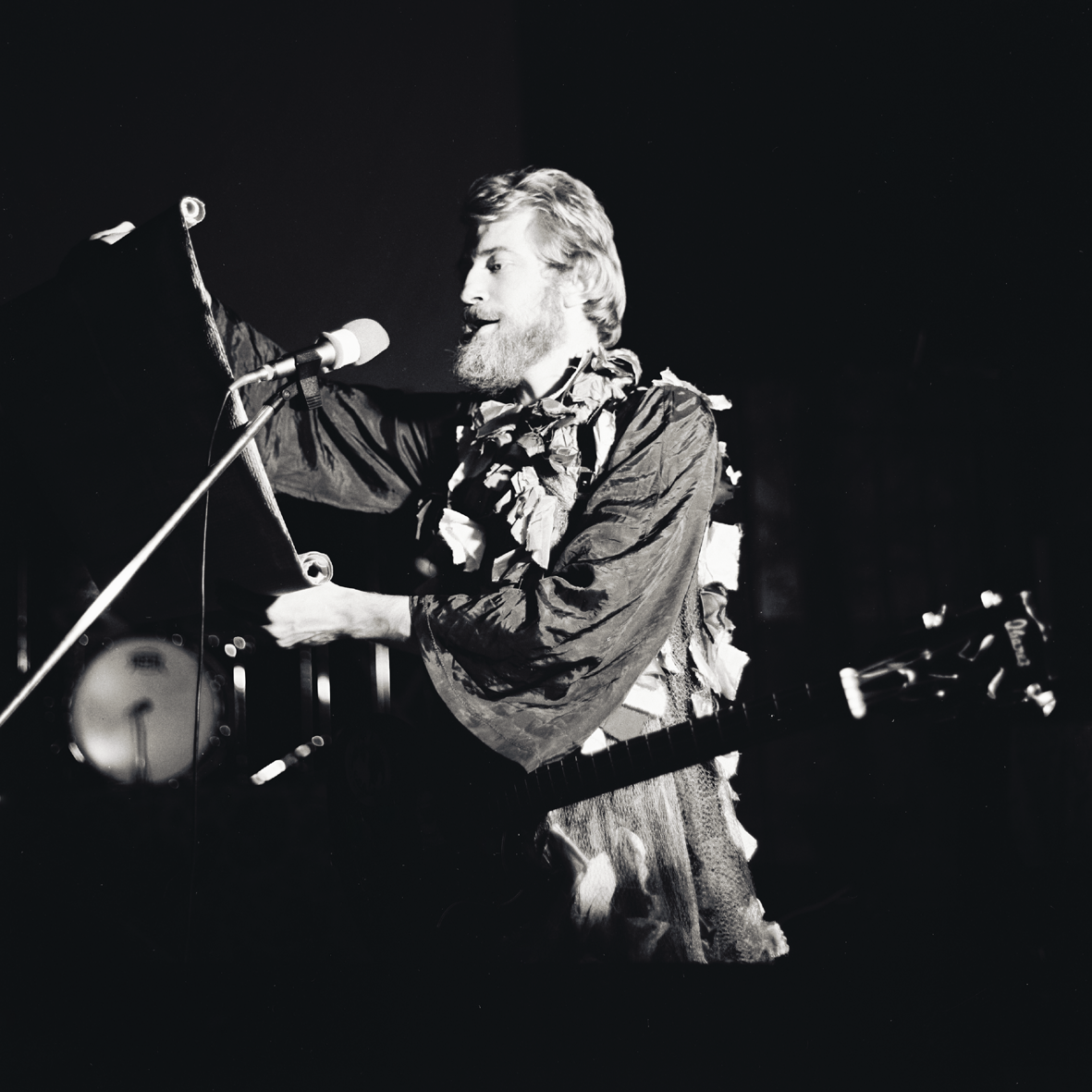
Uli Limpert

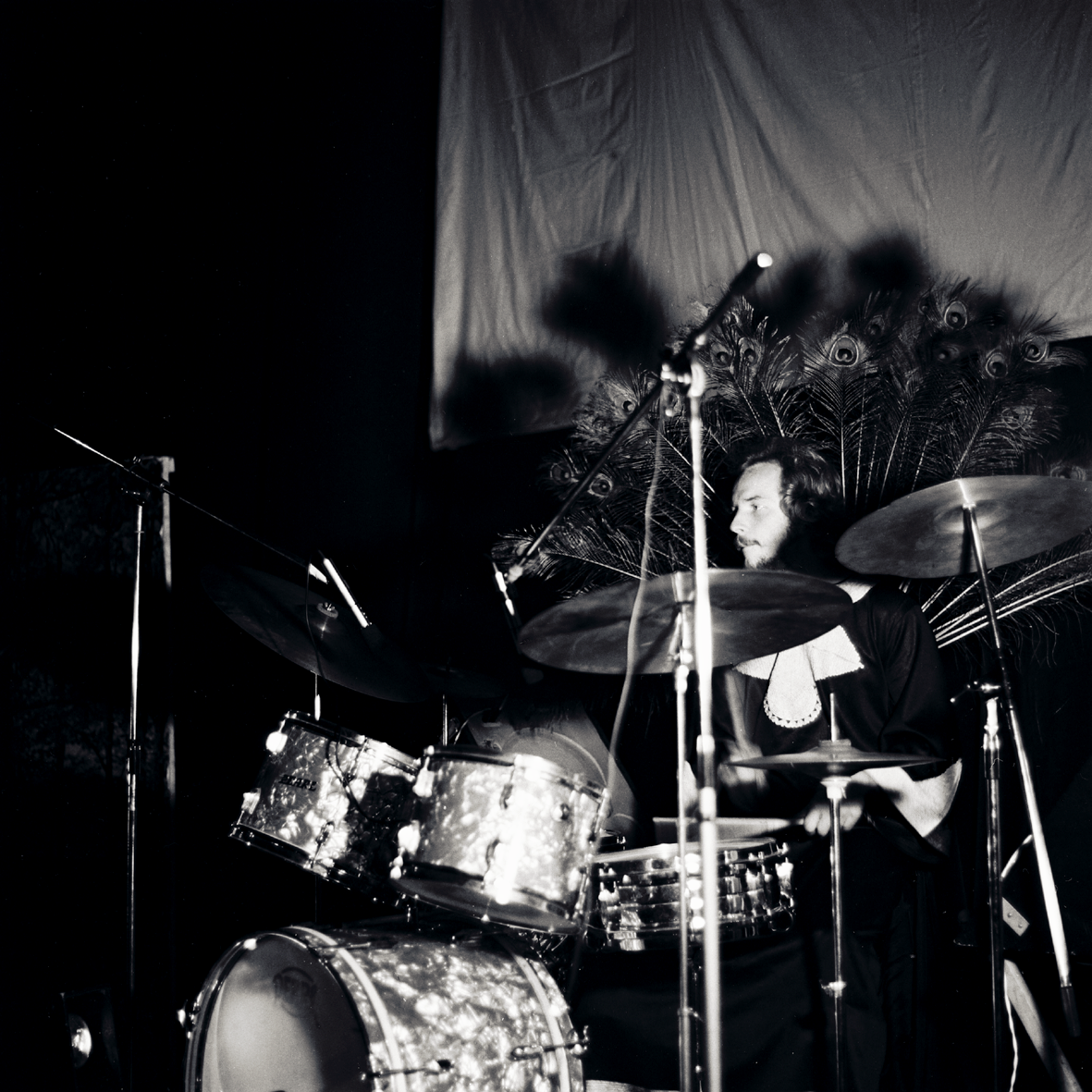
Hans Peter Schwarz

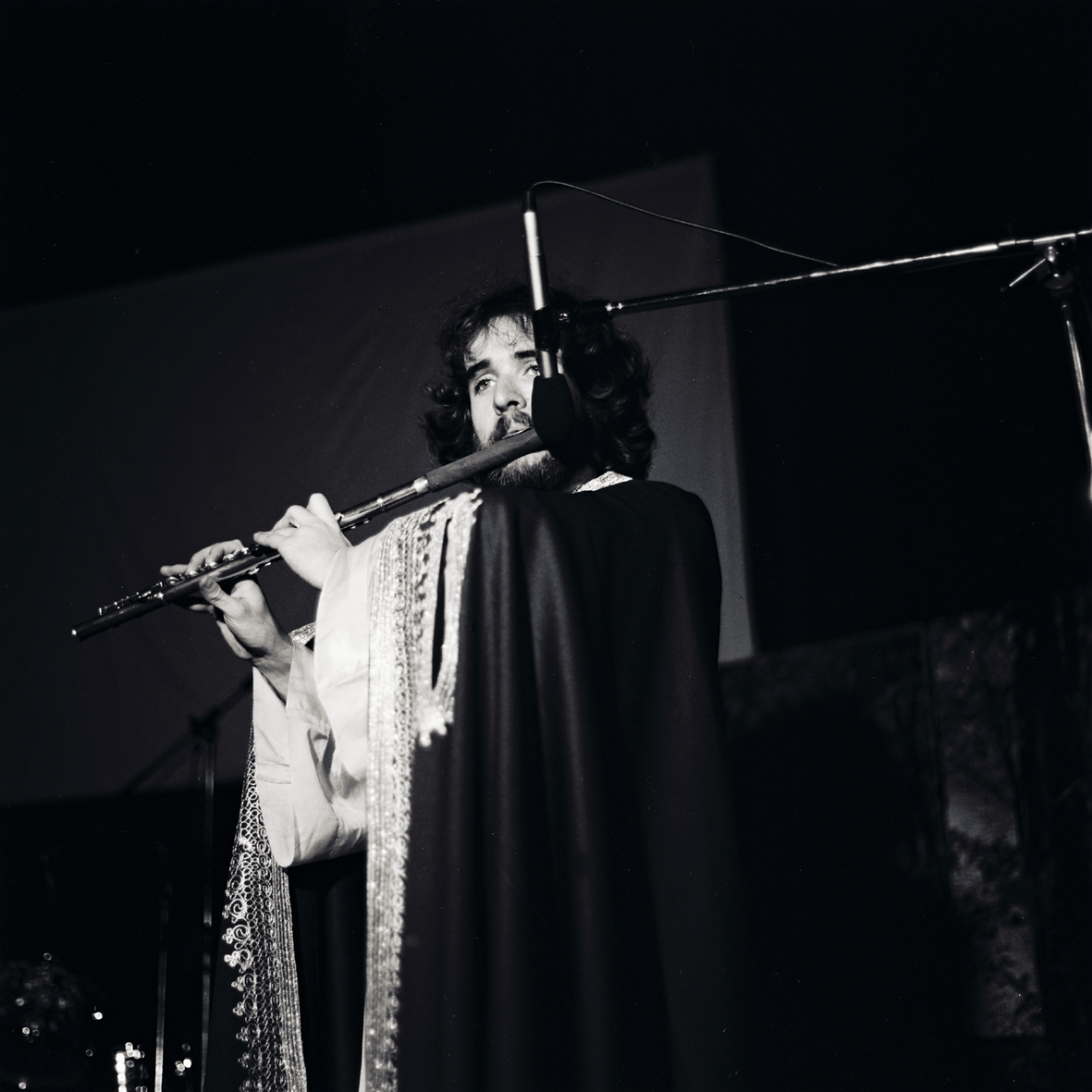
Klaus Mayer

Tegelijk met deze nieuwe gitarist kwam ook Ulli Reichert in beeld, een zakenman uit Saarland met een gedegen kennis van de rockbusiness. Hij steunde de groep ook financieel en werd de manager van Neuschwanstein met het doel de band de gelegenheid te geven hun muziek op te nemen en op de markt te brengen.
In de nieuwe bezetting schaafde Neuschwanstein niet alleen aan zijn muziek, maar bedacht hij ook een uitgebreide toneeldecoratie en complexe visuele effecten met maskers en kostuums, zoals bekend van Genesis in de tijd van Peter Gabriel. Achter op het toneel werden zelfs dia's geprojecteerd, waarop Limpert en later Weiler de liedreeksen voordroegen, afgewisseld met de verhaalillustraties. Zelfs een bosdecoratie was op het toneel opgesteld met een bedrukt gordijn achter de geprojecteerde illustraties. Fosforescerende kleuren werden op de bladeren van de bomen geschilderd, zodat ze opgloeiden in het donker. De maskers van de muzikanten kwamen overeen met hun rol in het verhaal: Neuroth was de tovenaar, Weiler de griffioen, enz. Hoewel er een voortdurend gebrek was aan zowel tijd als geld, was de show van Neuschwanstein verbazingwekkend en zeer professioneel voor "plaatselijke helden".

Wir wollen eine Musik machen, die im Gegensatz zu den sonst üblichen Musikrichtungen, wie Rock, Jazz o. ä., steht. Natürlich lassen wir uns beeinflussen, jedoch nicht mehr oder weniger als jeder andere Musiker, der selbst sehr viel Musik hört. Bei Neuschwanstein wird kein Wert auf Improvisation gelegt. Wir sehen uns weniger als kreativ Ausübende, sondern […] vielmehr als kreativ Konstruierende. Improvisationen sind meist emotional bedingt und gewährleisten nicht immer ein Optimum. Wir wollen, ohne Genesis oder Wakeman zu kopieren, dem Publikum mehr als nur ein Lied präsentieren, sondern ein Vergnügen für Ohr und Auge.(We willen muziek maken die in contrast staat met de gebruikelijke muziekstijlen, zoals rock, jazz of iets dergelijks. Natuurlijk laten wij ons beïnvloeden, maar niet meer of minder dan iedere andere musicus die zelf veel muziek beluistert. Met Neuschwanstein, is er geen nadruk op improvisatie. Wij zien onszelf minder als creatieve uitvoerders dan […] als creatieve constructeurs. Improvisaties zijn meestal emotioneel geconditioneerd en garanderen niet altijd een optimum. Zonder Genesis of Wakeman te kopiëren, willen we het publiek meer dan alleen een liedje voorschotelen, maar een lust voor het oor en het oog.)
— Interview met het Saarlandse muziektijdschrift GUCKLOCH, 12/76

In april 1976 boekte Neuschwanstein een kleine opnamestudio in de buurt van Saarbrücken om Alice in Wonderland op band op te nemen. Uli Limpert had de band enige tijd daarvoor verlaten en werd vervangen door de plaatselijk bekende bassist Rainer Zimmer, die ook Limperts zangpartijen overnam. Deze opname was bedoeld als demo-tape voor potentiële promotors. Pas 32 jaar later, in 2008, bracht de Franse platenmaatschappij Musea Records de demo-tape voor het eerst op cd uit. In 2022 bracht Cherry Red Records een heruitgave uit waarin de originele Duitse teksten in het Engels zijn vertaald en ingesproken door Sonja Kristina (Curved Air).

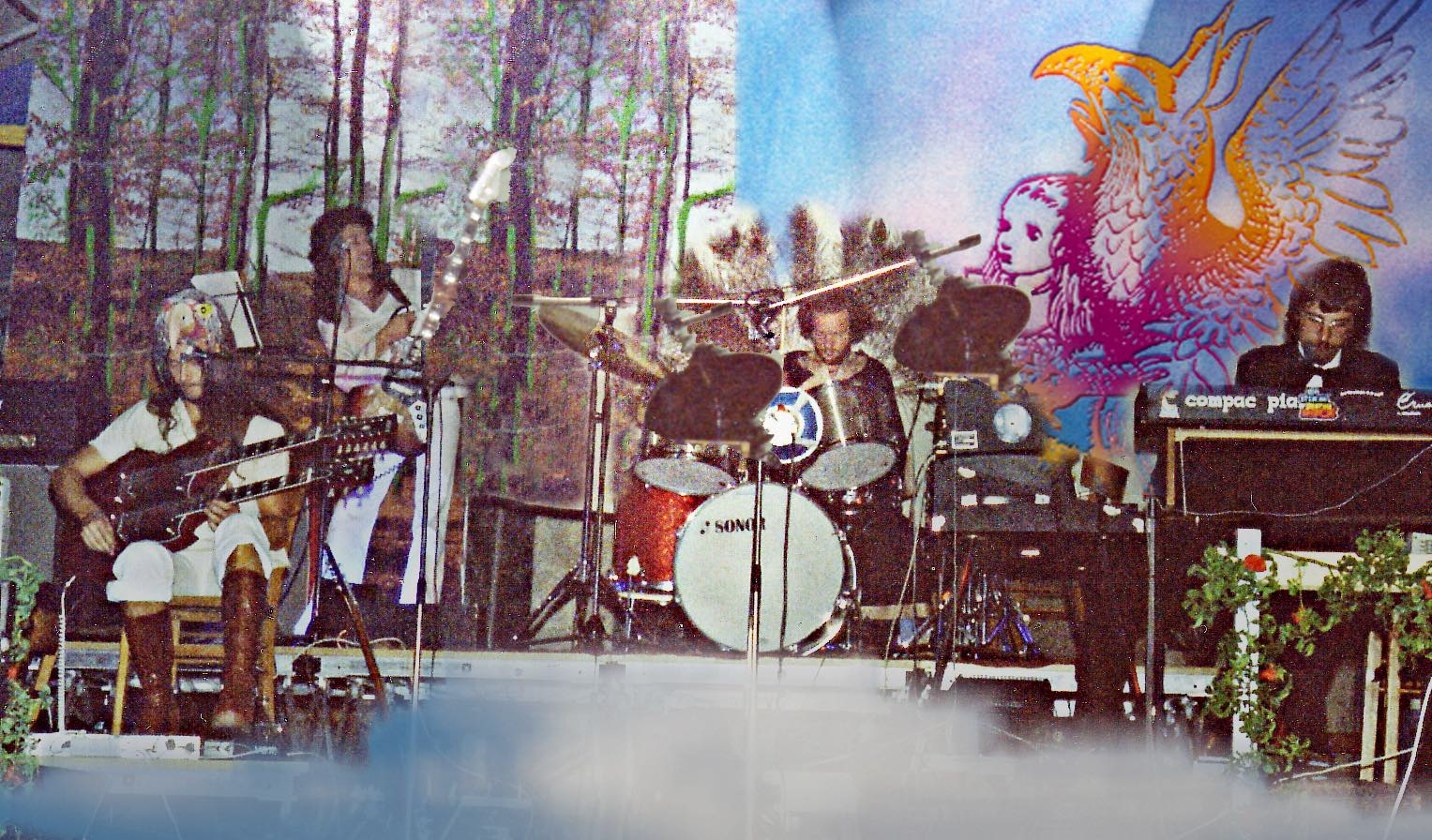
Neuschwanstein live met "Alice in Wonderland", 1977

De reactie van het publiek op de podiumshow en de muziek was passend: het was de eerste keer dat een Duitse rockband zo'n lang muziekstuk opvoerde met decors, kostuums, maskerade en speciale effecten. Kleine ongelukjes bleven hen echter niet bespaard. Zo had Weiler tijdens zijn allereerste concert met de groep de pech dat zijn griffioenmasker met zijn grote en zware snavel afviel. Hij had het masker voor de voorstelling te haastig opgezet en niet goed vastgeknoopt.
Neuschwanstein kreeg een bittere teleurstelling te verwerken op een festival in 1976 in het Franse stadje Sierck-les-Bains. Voor een enthousiast publiek van rond de 10.000 voelden de muzikanten zich al grote sterren, om plotseling gedesillusioneerd vast te stellen dat de menigte al na een kwartier begon te vertrekken om het ritueel van de "vlammende wielen" van het St. Jean-festival (zomerzonnewende) bij te wonen. Tegen de tijd dat de toeschouwers terugkeerden, was de show van Neuschwanstein al voorbij.

### Battlement
Niettemin zou het jaar 1976 een nieuwe mijlpaal worden voor de toekomstige ontwikkeling van de band. Frédéric Joos, die net zijn dienst in het Franse leger beëindigd had en een vroegere bandmaat van Roger Weiler was, werd door Thomas Neuroth uitgenodigd om deel te nemen aan een kleine tocht door de Moezel. Neuschwanstein droeg zich voor om een meer "lyrische" en "vocale" stijl te bereiken en Joos leek precies de juiste zanger hiervoor te zijn. Zijn zang deed sterk denken aan Peter Gabriel, maar er werden ook vergelijkingen getrokken met The Strawbs zanger Dave Cousins.
Er werd nieuw materiaal verzameld, met thema's die door de individuele muzikanten werden geschreven voordat ze door de hele groep tijdens de repetities werden gearrangeerd en uitgewerkt. Joos' eerste concert met Neuschwanstein vond plaats in Saarlouis. Op het toneel presenteerde de groep zich nogal terughoudend en gebruikte alleen kostuums voor delen van de "Alice"-bewerking. Joos was geheel in het wit gekleed, wat hem een soort "engelachtig aura" moest geven. Hij onthield zich echter van "toneel-acteren" om zich volledig te concentreren op het zingen en de akoestische gitaar die hij op de meeste nummers bespeelde. Een uitgebreide lichtshow en droog ijs werden echter nog steeds op grote schaal gebruikt.
Tussen 1974 en 1978 kreeg de groep meer bekendheid door in hun thuisland Saarland optredens te verzorgen voor bands als Novalis en Lucifer's Friend.
Door een vriendschap van hun manager Reichert met Herman Rarebell, de drummer van Scorpions, durfde de band toen de volgende stap te zetten en boekte een studio in Keulen om een album op te nemen onder leiding van Dieter Dierks, producer van Scorpions. De opnamen vonden plaats tussen 21 en 31 oktober 1978. De band had hun techniek en presentatie tijdens concerten in de loop der jaren geperfectioneerd en paste zich gemakkelijk aan in de studio. Zij behielden hun favoriete nummers voor de opnamen, hoewel sommige stukken, waaronder A Winter's Tale, gecomponeerd door Joos en geschreven door Weiler, moesten worden weggelaten. Joos nam alle vocale partijen voor zijn rekening, behalve Battlement, dat geschreven en gezongen werd door Rainer Zimmer. Tijdens de opname van de opener Loafer Jack nam Herman Rarebell de honneurs waar op drums. De Scorpions hadden op hetzelfde moment de naburige studio geboekt en manager Reichert huurde Rarebell in als drummer voor dit nummer, omdat hij meer commercieel succes verwachtte omwille van zijn bekendheid. De groep was echter helemaal niet enthousiast over deze beslissing, vooral omdat Hans Peter Schwarz voor dit nummer al een veel subtieler ritmepatroon had opgenomen en Rarebell een klassiek rockdrumstel had opgenomen.

Neuschwanstein "Battlement" Cast: v. l. n. r. Thomas Neuroth, Frédéric Joos, Rainer Zimmer, Roger Weiler, Klaus Mayer

Het album Battlement werd uitgebracht in 1979 en verkocht 6000 exemplaren, een aanzienlijk succes voor een zelfproductie van een band zonder platencontract. Dit kwam vooral omdat de belangstelling voor progressieve rock in die tijd tanende was, terwijl new wave en postpunk in opmars waren. Ondanks de aanzienlijke populariteit van Neuschwanstein bleef het succes van het album uit, zelfs ondanks een goede distributiedeal met een klein plaatselijk label genaamd Racket Records. Het wat commerciëlere nummer Midsummer Day werd wel opgenomen, maar verscheen later niet op het album. De band was van plan het uit te brengen op twee kanten van een promotionele single, maar financiële redenen weerhielden hen ervan dit te doen. Pas door de cd-uitgave van Musea in 1992 verscheen dit nummer als bonustrack.
Ter gelegenheid van de release van de cd kwam de volledige band bijeen bij hun manager Ulli Reichert, waar ook een reünie werd overwogen. Als gevolg van logistieke moeilijkheden is dit uiteindelijk echter niet gebeurd.
De band is er vaak van beschuldigd een kopie te zijn van het Peter Gabriel- en Steve Hackett-tijdperk. Maar daarvoor zijn de composities veel te op zichzelf staand, ook al lijkt de stem van zanger Frédéric Joos in bepaalde passages natuurlijk op die van Peter Gabriel en is ook het gitaarspel van Roger Weiler zeker geïnspireerd door Steve Hackett.

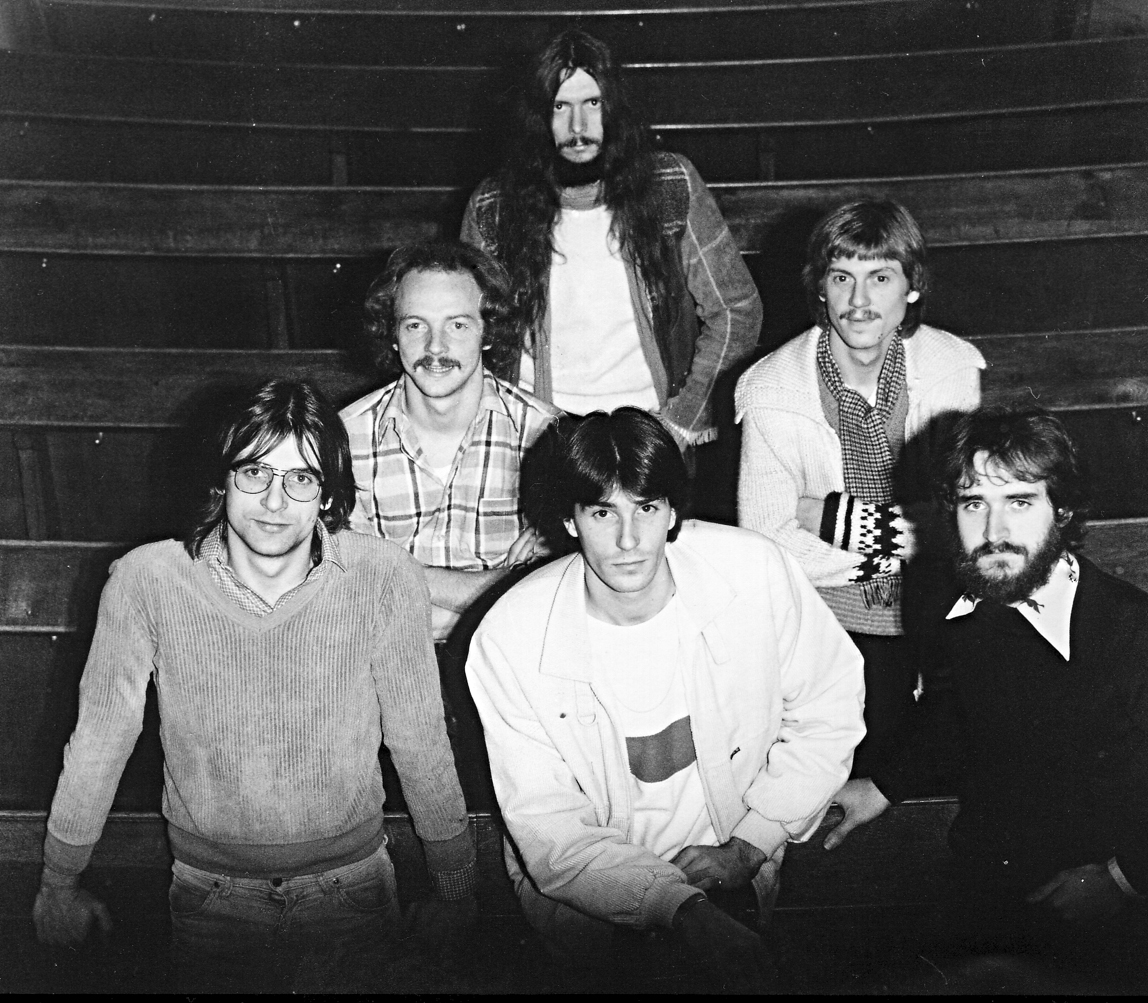
Neuschwanstein laatste bezetting: bovenaan Roger Weiler; midden l. Hans Peter Schwarz, r. Wolfgang Bode; onder l. Thomas Neuroth, m. Michael Kiessling, r. Klaus Mayer

Na Battlement werden geen nieuwe albums meer uitgebracht. Frédéric Joos had genoeg van de onzekerheid van het muziekleven en verliet de groep nog voor het album was uitgebracht. Hij werd opgevolgd door Rainer Zimmer. Joos keerde terug naar Frankrijk en werd een succesvol kinderboekenillustrator. Michael Kiessling uit Trier en Wolfgang Bode uit Saarlouis werden in de band gehaald om respectievelijk Frédéric Joos en Rainer Zimmer te vervangen. Michael Kiessling probeerde de podiumshow van de groep weer theatraler te maken door opnieuw kostuums te gebruiken en de voorstellingen in het algemeen visueel op te waarderen. Bovendien kreeg de muzikale leiding een intiemere stijl.
De groep werd echter ontbonden in de herfst van 1980, omdat sommige bandleden zich gedwongen voelden hun professionele carrière voort te zetten. Er was ook een algemeen gevoel van ontmoediging.

Le manque de succès, l'avènement de la new wave et le mépris général pour le progressif décourageront la plupart des membres du groupe, qui finira par éclater en 1980, mais il reste cet album tout à fait digne de respect pour témoigner de ce qui aurait pu être… Et c'en est frustrant.(Gebrek aan succes, de opkomst van new wave en de algemene minachting voor progressieven ontmoedigden de meeste leden van de band, die uiteindelijk in 1980 uit elkaar ging, maar dit door en door respectabele album blijft als een testament van wat had kunnen zijn... En dat is frustrerend.)
— Marc Moingeon, recensie in KoiD9 - tijdschrift rock & progressief, nr. 62, juli 2007

Thomas Neuroth en Michael Kiessling besloten hun muzikale loopbaan voort te zetten, Hans Peter Schwarz en Klaus Mayer waren klaar met hun studie en wilden een carrière buiten de muziek nastreven. Roger Weiler keerde terug naar zijn oorspronkelijke band, de Nightbirds, en speelde sixties-coverversies. Wolfgang Bode ging bij een jazzband. Michael Kiessling is in 2019 overleden.
Na een pauze van 37 jaar verscheen in 2016 een nieuw album van Neuschwanstein, Fine Art. In principe is Fine Art een "eenmansproject" van het enige oorspronkelijke lid van Neuschwanstein, Thomas Neuroth. Met de hulp van talrijke bevriende muzikanten creëerde Neuroth een opmerkelijk album dat nauwelijks klinkt als de oorspronkelijke muziek van Neuschwanstein - ondanks het intense gebruik van fluit - noch als hun vroegere idolen zoals Genesis, maar veel meer als de combinatie van Emerson, Lake & Palmer, klassiek, romantisch en progressieve hardrock complexiteit die de vorm aanneemt van een suite.

## Discografie
- 1979: Battlement (heruitgebracht als remix-cd 1992 door Musea)
- 2008: Alice in Wonderland (cd-uitgave van de 1976 opnamen door Musea)
- 2016: Fine Art
- 2022: Alice in Wonderland feat. Sonja Kristina (re-release door Cherry Red Records)